# Mona von Bismarck

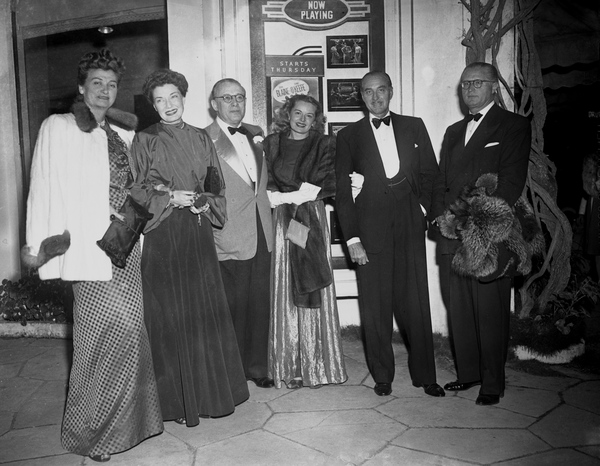
Mona von Bismarck (zweite von links) in Palm Beach, 1943.

Mona von Bismarck (* 5. Februar 1897 in Louisville, Kentucky als Edmona Travis Strader; † 10. Juli 1983 in Paris) war eine US-amerikanische Philanthropin.

## Leben
Edmona „Mona“ Strader war die Tochter von Robert Simms Strader und dessen Frau Mary Bell (geb. Schockency). Sie hatte einen älteren Bruder, Robert Stewart Strader (1895–1957).
Am 24. Januar 1917 heiratete sie Henry James Schlesinger und hatte mit ihm einen Sohn, Robert Henry Schlesinger (1917–2022). 1920 ließ sich das Paar scheiden; der Sohn blieb beim Vater. In zweiter Ehe heiratete sie den Bankier James Irving Bush, mit dem sie vier gemeinsame Ehejahre verbrachte. 1925 erfolgte die Scheidung. 1926 zog sie nach New York City und eröffnete dort gemeinsam mit Laura Merriam Curtis eine Boutique.
Im Juli 1926 heiratete sie den Unternehmer Harrison Williams, einen der zu jener Zeit reichsten US-Amerikaner. Ihre Flitterwochen verbrachten sie auf dem Schiff Warrior, auf dem sie 1926 eine Weltreise unternahmen. Zurück aus den Flitterwochen, erwarb ihr Ehemann in New York das Anwesen an der Straßenecke 94st Street & Fifth Avenue, entworfen von Delano & Aldrich im Jahre 1915 für Willard Straight. Zudem hatten sie ein Anwesen in Bayville auf Long Island. Des Weiteren hatte das Ehepaar ein Haus an der North Ocean Avenue in Palm Beach und eine Villa (Il Fortino) auf der italienischen Insel Capri. 1933 wurde Mona Williams zur bestgekleideten Frau der Welt durch Chanel, Molyneux, Vionnet, Lelong und Lanvin gewählt. 1943 malte Salvador Dalí ein Porträt von ihr.
Ihr Ehemann Williams starb 1953 und Mona heiratete in vierter Ehe Graf Albrecht Edzard Heinrich Karl von Bismarck-Schönhausen, einen Enkel von Otto von Bismarck, im November 1954 in New Jersey. Mit ihm wohnte sie vorwiegend in Paris im Hôtel Lambert und später in New York City an der 34 Avenue sowie auf Capri.

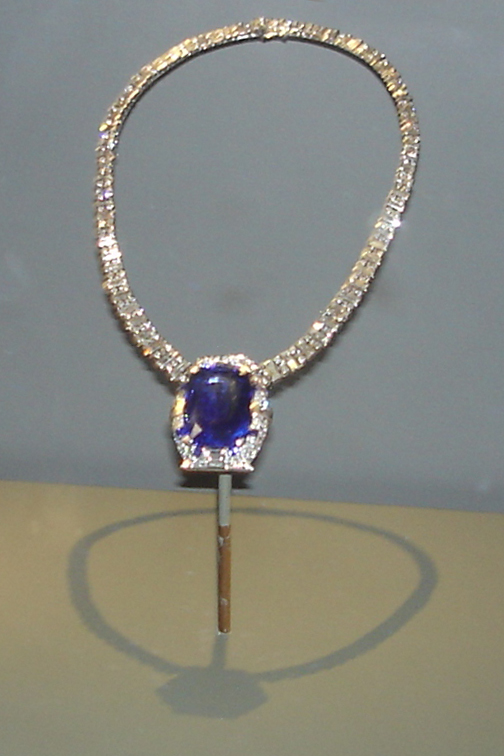
Bismarck Saphir-Halsband, National Museum of Natural History

1970 starb ihr vierter Ehemann und sie heiratete 1971 Umberto de Martini, der 1979 bei einem Autounfall ums Leben kam. Als sie 1983 starb, wurde sie in Bayville auf Long Island beigesetzt. Teile ihres Nachlasses vermachte sie der Smithsonian Institution in Washington, D.C., unter anderem das Bismarck Saphir-Halsband. Mit Teilen ihres Vermögens ließ sie die Stiftung Mona Bismarck American Center for Art and Culture in Paris entstehen.